# Jean-François Tielemans
 (janvier 2018).
Jean-François Tielemans ou François Tielemans, né à Bruxelles le 15 novembre 1799 et mort à Ixelles le 5 juillet 1888,, est un ministre et homme politique libéral belge. 

## Sa vie
Après avoir terminé ses études secondaires à Bruxelles, il alla étudier le droit à l'université de Liège. il fut reçu docteur en 1823 après avoir soutenu une thèse sous le titre « De jure et natura legitimae secundum jus civile et hodiernum ». Il s'inscrivit au barreau de Bruxelles et fut également actif dans le journalisme, en particulier en tant que rédacteur du Journal de Gand.  Il vivait chez son éditeur Julien Nicolas Houdin.  
En 1827, il fut mandaté par le ministre de l'Éducation du royaume uni des Pays-Bas à aller étudier en Allemagne et en Autriche la gestion des relations entre protestantisme et catholicisme. Il alla ainsi en 1828 à Vienne et à Berlin. Lorsqu'il revint à Bruxelles il fut nommé juriste secrétaire d'administration au ministère des Affaires étrangères du royaume uni des Pays-Bas, il fut transféré ensuite en octobre 1829 à La Haye, seconde capitale du royaume.
Malgré ces nominations au sein de l'administration, il n'en resta pas moins un adversaire de la politique du roi Guillaume Ier des Pays-Bas. Ami de Louis De Potter, il faisait partie tout comme lui de la Société des douze, son hostilité à la politique du gouvernement ne cessa pas de croître, et il écrivait des articles politiques dans Le Belge et le Courrier de l'Escaut, il combattait ainsi la notion de délit de presse et défendit l'imprimeur Weissenbruch avec comme argument que lorsque l'auteur est connu, l'imprimeur ne peut être poursuivi.
Il publia en 1829 une lettre ouverte au ministre Van Maanen concernant la responsabilité ministérielle. Ce qui le fit arrêter et jeter en prison le 15 février 1830. Il devait comparaître à côté de De Potter et Adolphe Bartels en cour d'Assise sur des accusations d'incitation à la révolte contre le gouvernement. Il fut condamné à sept ans d'exil. Il s'établit à Paris où il fit connaissance des réfugiés belges qui y vivaient.

## La révolution belge
Dès qu'il apprit les débuts de la révolution belge, il retourna à Bruxelles. Le 6 octobre 1830, le Gouvernement provisoire le nomma au sein de la commission constitutionnelle comme directeur général, ce qui équivalait à un poste de ministre de l'Intérieur. Il se livra à un travail de grande ampleur, car il dut réorganiser l'administration, au niveau national, provincial et communal. Il dut organiser les élections, faire à nouveau fonctionner les écoles, faire fonctionner les travaux publics, créer des mesures en faveur de l'agriculture, du commerce et de l'industrie, etc. 
il présenta un rapport au Congrès National le 9 décembre 1830, où il expliquait toutes les difficultés à surmonter.
Parmi les membres de la Commission constitutive, il fut le seul favorable à l'instauration d'une république, tous les autres ont voté en faveur d'une monarchie constitutionnelle héréditaire
Lorsque se constitua le premier gouvernement sous le régent Surlet de Chokier, il fut nommé ministre de l'Intérieur du 26 février au 23 mars 1831 durant seulement un mois, il devint ensuite gouverneur de la province d'Anvers, puis de 1831 à 1832, de la province de Liège. Il était en effet un des rares libéraux républicains et le catholique de Theux désirait le remplacer à Liège par un catholique et pour l'écarter le fit nommer le 4 octobre 1832 avocat général à la cour d'appel, malgré le fait qu'il n'avait que 33 ans et non 35, âge obligatoire pour exercer une fonction supérieure dans la magistrature. Lorsqu'il eut atteint l'âge légal, il devint conseiller à la cour d'appel de Bruxelles, puis en 1859, président de chambre et en 1867 premier président, jusqu'à sa retraite en 1871. 
Il a également été cofondateur de l'Université libre de Bruxelles et y devient professeur de droit administratif. Il fut recteur de 1849 à 1861 et continua à enseigner pendant 33 ans. En 1834, il fonde avec Charles de Brouckère le Répertoire administratif de l'Administration et du Droit de Belgique en vingt volumes. Il a reçu en 1865 le Prix quinquennal des sciences morales et politiques. 
En 1847-1848, il a également été membre du parlement. De 1855 à 1877, il fut conseiller communal de Bruxelles. 
Il est devenu membre correspondant de l'Académie royale en 1875, membre effectif en 1878 et président en 1887.

## Publications
Tielemans a publié de nombreux textes juridiques et politiques dans des revues ou sous forme de brochures, parmi lesquelles :
- De jure et natura legitimae secundum jus civile et hodiernum, Liège : Collardin, 1823.
- L'Union et la Constitution, réponse à un anonyme, Liège : Jeunehomme, 1832.
- De la charité publique, Bruxelles : Weissenbruch, 1855.
- De la propriété industrielle (Revue Trimestrielle, t. III, 1854, p. 5)
- Avant-projet de loi sur les cours d’eau non navigables ni flottables, rapport de la commission extraparlementaire, Bruxelles : Seghers, 1857.
- Étude sur le legs de M. Verhaegen, Bruxelles : Weissenbruh, 1863.
- L'acceptation des dons ou legs faits aux fabriques d’église doit-elle être l’objet d’une délibération du conseil de fabrique, ou suffit-il d’une délibération du bureau des marguilliers? (Revue communale, t. III, 1870, p. 20.